# Jimmi Madsen
Jimmi Madsen (født 4. januar 1969 i København) er en dansk tidligere cykelrytter. Han vandt bronzemedalje i Sommer-OL 1992.